# 源信雅
源 信雅（みなもと の のぶまさ）は、平安時代後期の貴族。村上源氏、右大臣・源顕房の六男。官位は正四位下・陸奥守。

## 経歴
白河院政期前期の寛治7年（1093年）馬権頭の任にあった際に昇殿を許される。永長元年（1096年）の大田楽においては、権右中弁・源重資らと共に小鼓を打った。承徳2年（1098年）右近衛少将に任ぜられ、承徳3年（1099年）加賀介を兼ねるが、長治元年（1104年）従四位下へ叙せられた際、少将を解かれたと見られる。その後、加賀（権）介のみを長く務めた。
鳥羽院政期に入り、大治6年（1131年）陸奥守に任ぜられるとともに、27年ぶりの叙位により従四位上に昇進する。長承3年（1134年）正月に正四位下に叙せられ、3月に鳥羽上皇の妃でる藤原泰子が皇后に立てられると、信雅は皇后宮亮を兼ねた。
保延元年（1135年）5月5日に陸奥守在任のまま卒去。享年57。最終官位は陸奥守正四位下兼皇后宮亮。
藤原忠実の家司を務め、その衆道の相手でもあったとされる。忠実が信雅とその子・成雅の容貌を比較して批評した逸話が伝わっている（『富家語』）。

## 官歴
- 寛治7年（1093年） 3月6日：昇殿、見馬権頭[1][2][3]
- 承徳2年（1098年） 正月27日：右近衛少将、元左馬権頭、見従五位上[4]
- 承徳3年（1099年） 正月22日：兼加賀介[5]
- 康和4年（1102年） 3月9日：見正五位下[4]
- 康和5年（1103年） 2月30日：兼加賀権介（または加賀介重任）[4]
- 長治元年（1104年） 正月6日：従四位下?、止少将?、加賀介如元[4]
- 大治6年（1131年） 正月22日：陸奥守[6]。8月9日：従四位上[6][7]
- 長承3年（1134年） 正月5日：正四位下[1]。3月19日：兼皇后宮亮（皇后・藤原泰子）[1][6]
- 保延元年（1135年） 5月5日：卒去[8]

## 系譜
- 父：源顕房
- 母：源顕雅母（藤原伊綱の娘）[9]
- 妻：源国明または為家の娘（高階為家か?）
  - 男子：源成雅
- 妻：源国房の娘
  - 男子：源雅仲
- 生母不明の子女
  - 男子：源忠信
  - 男子：源顕成
  - 男子：源頼季
  - 男子：源季定
  - 男子：源長雅
  - 男子：源遠雅
  - 男子：房覚 - 園城寺長吏
  - 男子：円雲 - 延暦寺法印
  - 男子：真寛 - 園城寺法印
  - 男子：寛顕 - 仁和寺
  - 女子：平忠盛妾 - 経盛母
  - 女子：藤原頼長室 - 師長母
  - 女子：藤原光忠室
  - 女子：大炊頭為重室